# فابريسيو كارفاليو
فابريسيو كارفاليو (بالبرتغالية: Fabrício Carvalho‏) هو لاعب كرة قدم برازيلي في مركز الهجوم، ولد في 18 فبراير 1978 في بلدية أندرادينا في البرازيل. لعب مع جمعية بورتوغيزا الرياضية وريد بل براغانتينو ونادي بونتي بريتا ونادي ساو كايتانو ونادي غوياس ونادي فيروفياريا وناسيونال ماديرا.